# Diario El Norte (San Nicolás)
El Norte es un periódico de la ciudad de San Nicolás de los Arroyos, Argentina. Fundado el 1 de enero de 1926, es uno de los medios gráficos más importantes de la ciudad.

## Inicios
El 15 de marzo de 1873, el vespertino "El Centinela del Norte" nace, propiedad de Ramón Antonio Carvajal, quien en 1875 lo rebautiza "El Norte de Buenos Aires", transformándolo en matutino. El mismo cesa su actividad en 1924, y en el año 1926, el Dr. Miguel Olivera Córdoba adquiere los materiales con los que se imprimía, dándole vida al nuevo diario el 1 de enero de 1926. 
Aparece como matutino en formato de 35x54 cm, con 4 páginas, desde su imprenta situada en Calle de la Nación Nº78, donde también funcionaban sus oficinas de redacción y administración. El diario se presentó con abundante material informativo, sobresaliendo las informaciones locales que ocupaban la primera plana. 
En 1928 pasa a propiedad del Dr. Vicente Solano Lima quien lo convierte en el vocero del Partido Demócrata Nacional hasta mediados de 1948. El partido desapareció luego de 1955. También solía llamárselo simplemente Partido Conservador, con lo que el periódico pierde gran parte de su financiamiento. 

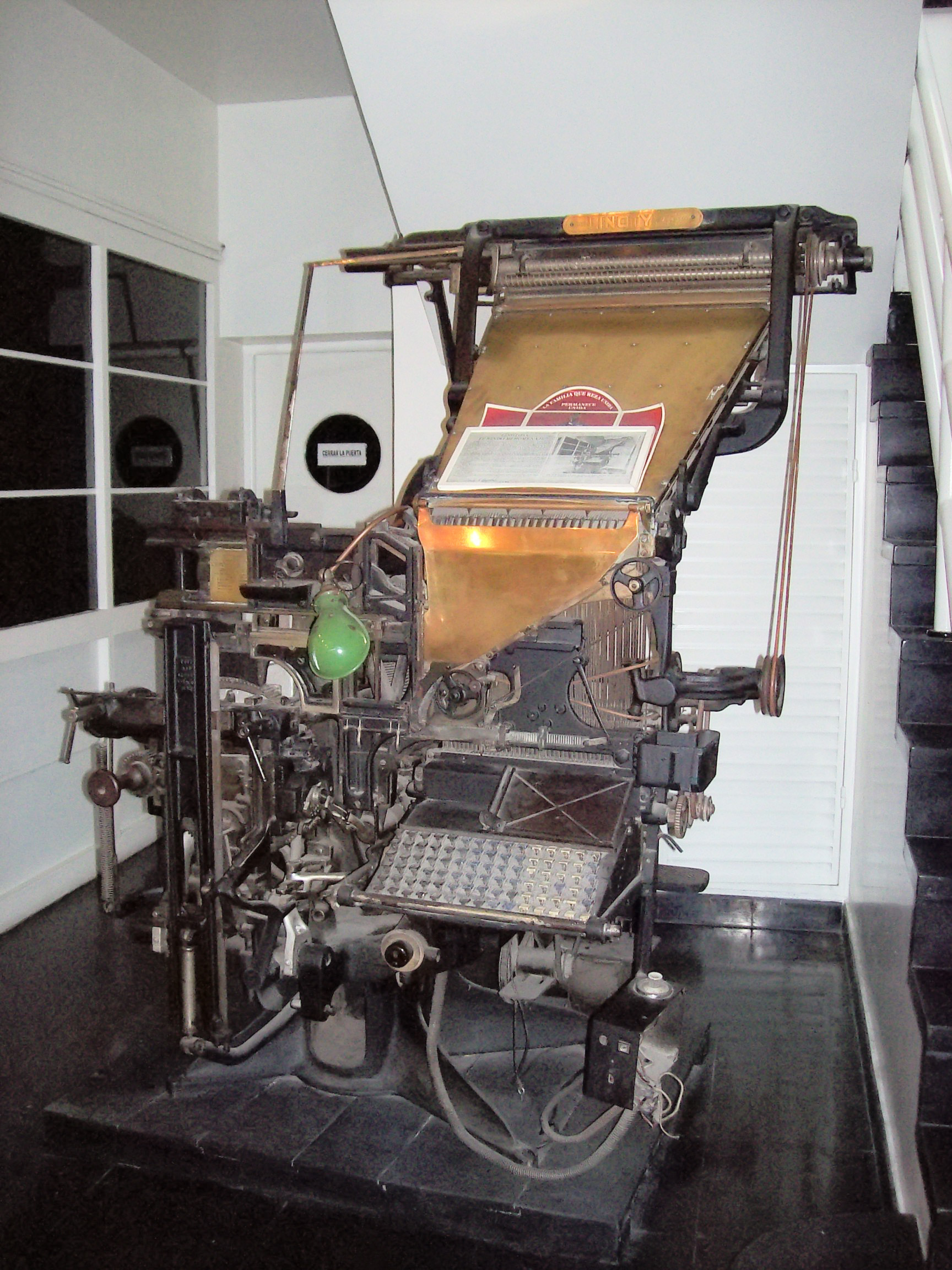
Linotype usada para la impresión del diario en sus primeros días.

En 1956 pasa finalmente a manos del Dr. Haroldo Zuelgaray quien inicia un período de reformas en sus instalaciones y formato, otorgando a la publicación, una progresiva relevancia e importancia en el ámbito del periodismo regional. Entre sus cambios destacados se pueden mencionar la impresión en rotoplana, que aumentó su número de tirada; la incorporación de una máquina de clisés y el servicio informativo de United Press International. Posteriormente, fue director hasta marzo de 2015, el Dr. Haroldo Tomás Zuelgaray, hijo del anteriormente mencionado. Desde esta última fecha, hasta el presente, es dirigido por el menor de sus hijos, el Dr. Ernesto Sebastián Zuelgaray.

## Cambios de formato
- 1982: cambia de formato lanzando una edición de 16 páginas.
- 2005: cambia la tipografía y reorganiza sus secciones, agregando una nueva sección ("La Otra Tapa") en su contratapa.